# Filippo Agostinacchio
Filippo Agostinacchio (26 de abril de 2003) es un deportista italiano que compite en  ciclismo en las modalidades de montaña (campo a través), ruta y ciclocrós.
Ganó una medalla de plata en el Campeonato Mundial de Ciclismo de Montaña de 2020 y dos medallas de oro en el Campeonato Europeo de Ciclismo de Montaña, en los años 2020 y 2021.

Además, obtuvo una medalla de oro en el Campeonato Europeo de Ciclocrós de 2024, en la prueba de relevo mixto.

## Medallero internacional
| Campeonato Mundial | Campeonato Mundial  | Campeonato Mundial | Campeonato Mundial         |
| Año                | Lugar               | Medalla            | Competición                |
| ------------------ | ------------------- | ------------------ | -------------------------- |
| 2020               | Leogang (Austria)   | Medalla de plata   | Campo a través por relevos |
| Campeonato Europeo |                     |                    |                            |
| Año                | Lugar               | Medalla            | Competición                |
| 2020               | Monteceneri (Suiza) | Medalla de oro     | Campo a través por relevos |
| 2021               | Novi Sad (Serbia)   | Medalla de oro     | Campo a través por relevos |

| Campeonato Europeo | Campeonato Europeo  | Campeonato Europeo | Campeonato Europeo |
| Año                | Lugar               | Medalla            | Competición        |
| ------------------ | ------------------- | ------------------ | ------------------ |
| 2024               | Pontevedra (España) | Medalla de oro     | Relevo mixto       |

## Palmarés

### Ruta
2025
- 1 etapa del Giro de Italia Next Gen
- 1 etapa del Giro del Valle de Aosta